# Tom Pryce
Thomas Maldwyn Pryce (11. června 1949, Ruthin, Wales, Spojené království – 5. března 1977, Kyalami, Jihoafrická republika) byl britský jezdec Formule 1 původem z Walesu, který se proslavil vítězstvím v Závodě šampionů a v nemistrovském závodě Formule 1. Pryce je jediným velšským vítězem závodu Formule 1 i držitelem pole position a také jediným Velšanem v historii, který byl v závodě F1 ve vedení – dvě kola Grand Prix Velké Británie 1975.
Jeho kariéra ve Formuli 1 začala v malém týmu Token, za který odstartoval do Grand Prix Belgie 1974. Krátce po strhujícím výkonu v doprovodném závodě Formule 3 před Velkou cenou Monaka 1974 získal Pryce místo v týmu Shadow a ve čtvrtém závodě, Grand Prix Německa 1974, dojel šestý a získal svůj první mistrovský bod. Později dvakrát získal pódiová umístění, když skončil třetí v Grand Prix Rakouska 1975 a v Grand Prix Brazílie 1976. Tom Pryce byl považován za výborného jezdce v mokrých podmínkách. Během deštivého tréninku Velké ceny Jihoafrické republiky 1977 překonal všechny soupeře včetně mistrů světa Niki Laudy a Jamese Hunta.
Jeho čtvrtá sezóna v týmu Shadow byla ukončena smrtelnou nehodou během Grand Prix Jihoafrické republiky 1977, když se ve vysoké rychlosti srazil se závodním maršálem Frederikem Jansenem Van Vuurenem.

## Osobní život
Tom Pryce se narodil 11. června 1949 v Ruthinu ve Walesu Jackovi a Gwyneth Pryceovým. Otec Jack sloužil v Royal Air Force jako zadní střelec na bombardéru Lancaster, než se přidal k místním policejním složkám. Matka byla ambulantní sestra. Pryceův starší bratr David zemřel ve třech letech, takže Tom vyrůstal po většinu času jako jedináček, ačkoliv jeho rodiče na nějaký čas opatrovali mladou dívku Sandru.
Pryce se začal zajímat o auta, když v deseti letech řídil pekařovu dodávku. Poté řekl rodičům, že chce být závodním jezdcem.
Nicméně v rozhovoru s Alanem Henrym v roce 1975 uvedl, že se chtěl stát pilotem, ale myslel si, že na to není dostatečně inteligentní. Stejně jako mnoho dalších závodníků Formule 1 měl v dětství jezdecký vzor. V jeho případě to byl skotský pilot Lotusu Jim Clark. Pryceova matka vzpomínala, že po Clarkově smrti na Hockenheimringu v dubnu 1968 byl velmi smutný. Jeho otec zmínil, že „byl stejně tak smutný, když se zabil Jochen Rindt". Po dokončení školy v 16 letech matka trvala na tom, aby se vyučil opravářem traktorů na střední průmyslové škole v Llandrillu, aby měl „něco, o co se může opřít" pro případ, že by jeho kariéra závodního jezdce nebyla úspěšná.
Roku 1975 se Pryce oženil s Fenellou, známou spíše jako Nella, kterou potkal na diskotéce v Otfordu dva roky předtím.
Po smrti svého manžela si Nella ve Fulhamu otevřela obchod se starožitnostmi společně s Jenet Briseovou, vdovou po závodníkovi Tony Briseovi.

## Design helmy
Pryceův vzhled helmy byl ve srovnání s pozdějšími jezdci jednoduchý a omezený. Jeho helma byla zcela bílá až do roku 1970. Když závodil v Castle Combe, jeho otec ho požádal, aby svou helmu udělal výraznější, aby ho ve skupině aut lépe poznal. Pryce na helmu přidal pět svislých černých čar těsně nad hledím. Od té doby bylo jedinou změnou designu přidání velšské vlajky na bok helmy. Jediným sponzorem, jehož logo se na jeho helmě kdy objevilo, byl dodavatel pneumatik Goodyear.

## Kariéra

### Před Formulí 1

#### 1969–1971: Začátky
První kontakt Toma Pryce se závodnickým světem přišel na okruhu Mallory Park v Leicestershiru v jeho dvaceti letech. Byl veden bývalým jezdcem Lotusu Trevorem Taylorem, který byl týmovým kolegou Pryceova idolu Jima Clarka. Taylor se později stal hvězdou série Formule 5000. Odtud pokračoval Pryce do série Daily Express Crusader Championship pro žáky závodní školy, kde se používaly vozy Lotus 51 z Formule Ford. Jezdilo se střídavě na okruzích Brands Hatch, kde Pryce debutoval, a Silverstone.
Cenou pro celkového vítěze byl vůz Formula Ford Lola T200 o hodnotě 1 500 liber a sponzorování sezony ve Formuli Ford.
Už v prvním závodě se dostal do problémů, když vážně poškodil vůz. „Šasi bylo křivé jak banán a já nevěděl, co s tím, ani na koho se obrátit. Nakonec mi někdo pomohl, ale stálo mě to několik měsíců“, uvedl. Poté se ale díky svým výsledkům stal jedním z adeptů na titul. Soutěž se rozhodovala v posledním závodě, konaném na Silverstonu, den před závodem BRDC International Trophy. Pryce se do závodu, který se konal v deštivém počasí, kvalifikoval do třetí řady. Jack Pryce vzpomínal, že jeho syn si ve vzrušení škrábal ruce: „vždy miloval závodění v dešti“. Úvodní část závodu vedl jezdec Chris Smith, ale poté se spustil prudký déšť a Pryce dokázal Smithe dojet i předjet a zvítězil s komfortním náskokem. Svou cenu, vůz Lola, obdržel z rukou Sira Maxe Aitkena.
Pryce vzal své nové auto do Brands Hatch, kde ho mohl uskladnit do jedné ze stájí na konci paddocku. Brzy poté opustil svou farmářskou kariéru a přestěhoval se do penzionu ve West Kingsdownu nedaleko okruhu Brands Hatch. V roce 1971 vstoupil nové soutěže dvousedadlových sportovních vozů Formule F100, kterou vyhrál způsobem, jež nazval žurnalista David Tremayne jako „trapně snadný“. Poté přešel do Formule Super Vee, kde řídil tehdy prvotřídní vůz Royale RP9 za Team Rumsey Investments a brzy poté debutoval se stejným týmem ve Formuli 3 v Brands Hatch.

#### 1972–1973: Nižší série
V závodě na Brands Hatch dojel Pryce s vozem Royale RP11 na prvním místě v dobrovodném[kdo?] závodě Formule 3 před Závodem šampionů, když porazil mnoho zkušených jezdců F3, jakými byli Roger Williamson, Jochen Mass, či James Hunt.
Velikost jeho náskoku na konci závodu způsobila spekulace mnoha týmů, že jeho vůz neměl dostatečnou hmotnost, ale jak se později ukázalo, kvůli neplatnému certifikátu místní váhy ve skutečnosti nesplnil hmotnostní limit žádný vůz. V následujících závodech v Oulton Parku a Zandvoortu Pryce odstoupil z čelní skupiny a během tréninků doprovodného závodu Grand Prix Monaka 1972 musel odstavit vůz poté, co se uvolnil drát. Vystoupil z auta, aby vyřešil problém, když jezdec Peter Lamplough ztratil kontrolu nad svým vozem a narazil do Pryceova Royalu. Pryce byl vymrštěn do výlohy obchodu a zlomil si nohu.
Piplal jsem se s vozem, když jsem náhle uviděl Petera Lamplougha, jak jede přímo na mně. Tomu jsem prostě nemohl uvěřit - zamrznul jsem na místě. Další věc, na kterou si vzpomínám, je, jak jsem vytahován z výlohy obchodu, kam se můj vůz nárazem vymrštil.
Tom Pryce, The Lost Generation
Velšan byl zpět v akci dva týdny po incidentu v Monaku. Soutěžil také v sérii Formule SuperVee, kterou vyhrál s pohodlným náskokem. „Vyhrál jsem zhruba každý závod, kterého jsem se zúčastnil“, vzpomínal. Také nastoupil do série Formule Atlantic, která konkurovala Formuli 2. Zde získal pole position v posledních třech závodech šampionátu a vyhrál poslední závod v Brands Hatch.
Další rok pokračoval ve Formuli Atlantic, kde vyhrál tři závody a dostal se do čela šampionátu. Royale plánoval vstoupit do Formule 2, stejně jako Tom Pryce. Projekt měl být financován z peněz lucemburského jezdce Manfreda Schurtiho. Nicméně tyto plány vyústily pouze v postavení jednoho vozu F2, než byl celý projekt zrušen a ředitel Royalu Bob King opustil společnost.
Místo ve Formuli 2 ale získal po testu s týmem Rondel Rona Dennise. Už o tři dny později odjel za tento tým závod v Nivelles. Nejlepšího výsledku Rondel dosáhl, když se Pryce dostal do vedení na Norisringu a po poruše brzd musel přenechat první místo týmovému kolegovi Timu Schenkenovi. Na konci roku 1973 získal velšský talent cenu Grovewood award za jeho úsilí během roku. Jack Pryce uvedl, že Tom nechtěl cenu vyhrát, protože byl přesvědčen, že jezdcům přináší smůlu.

### Formule 1

#### 1974: Token
Ve věku 25 let postoupil Pryce do Formule 1, nejvyššího stupně okruhového závodění, jako jezdec nového týmu Token. Token byl založen Tonym Vlassopulosem a Kenem Grobem poté, co původní tým Token ukončil činnost roku 1973 z finančních důvodů. Pryce získal sedačku díky zajištění od firmy Titan Properties a tomu, co David Tremayne popsal jako „patrná naděje“. Debutoval v Závodě šampionů, nemistrovském závodě Formule 1 konaném v Silverstonu, ale kvůli chybějícímu airboxu a masce motoru a také nedostatku zkušeností s vozem byl v kvalifikaci ze všech šestnácti jezdců nejpomalejší: byl o 26 sekund pomalejší než Hesketh Jamese Hunta na pole position. V závodě odstoupil po patnácti kolech kvůli problému s převodovkou. Jeho debut v šampionátu nastal při Grand Prix Belgie 1974, kde se kvalifikoval na 20. místě, tři sekundy za nejrychlejším Clayem Regazzonim. Opět nedokázal dokončit závod, když po absolvování 66 kol kolidoval s Jody Scheckterem v Tyrrellu a poškodil si nápravu.
Pryceovi nebyla povolena účast ve Velké ceně Monaka, protože byl označen za nezkušeného jako součást kampaně sdružení konstruktérů F1CA (pozdější FOCA) proti novým týmům. Místo toho se za tým Ippokampos Racing zúčastnil ve voze March 743 závodu Formule 3, který vyhrál s náskokem 20,8 sekundy.

#### 1974–1977: Shadow
1974
Po jeho působivé jízdě v Monaku a krátké účasti ve Formuli 2 dostal nabídky od týmů Hesketh, kde se měl stát týmovým kolegou Jamese Hunta, a Shadow, který potřeboval nahradit zemřelého Petera Revsona. Nakonec se rozhodl podepsat smlouvu s týmem Shadow. „Je mi líto, že musím chlapce od Tokena opustit. Postavili celý vůz kolem mě. Cítím se při tom velmi špatně. Ale vypadá to, že k většině závodů nebudou ani pozváni, co jsem tedy měl dělat? Musel jsem odejít“, uvedl.
Za tým Shadow Pryce debutoval v Zandvoortu. Kvalifikoval se na 11. místě, ale ze závodu odstoupil již po prvním kole kvůli kolizi s Hansem Joachimem Stuckem. V dalším závodě, ve Francii, zazářil třetím místem v kvalifikaci, ale po startu závodu se srazil s Jamesem Huntem a musel znovu odstoupit. V dalším závodě v Brands Hatch zajel nejrychlejší kolo tréninku a jako cenu získal 100 lahví šampaňského. Také poprvé dokončil závod – na 8. místě. V následující GP Německa na Nürburgringu pak z jedenáctého místa skončil šestý a získal první mistrovský bod. V Rakousku se kvalifikoval na 16. místě, ale odstoupil po 22 kolech, když dostal hodiny. Ve Velké ceně Itálie startoval až z 22. místa, ale závod dojel o deset pozic výše. Nicméně sezóna skončila bídně kvůli poruše motoru v Kanadě a špatnému výkonu Shadowu v USA. Na konci šampionátu byl Pryce celkově 18. společně s Grahamem Hillem a Vittorio Brambillou.
1975

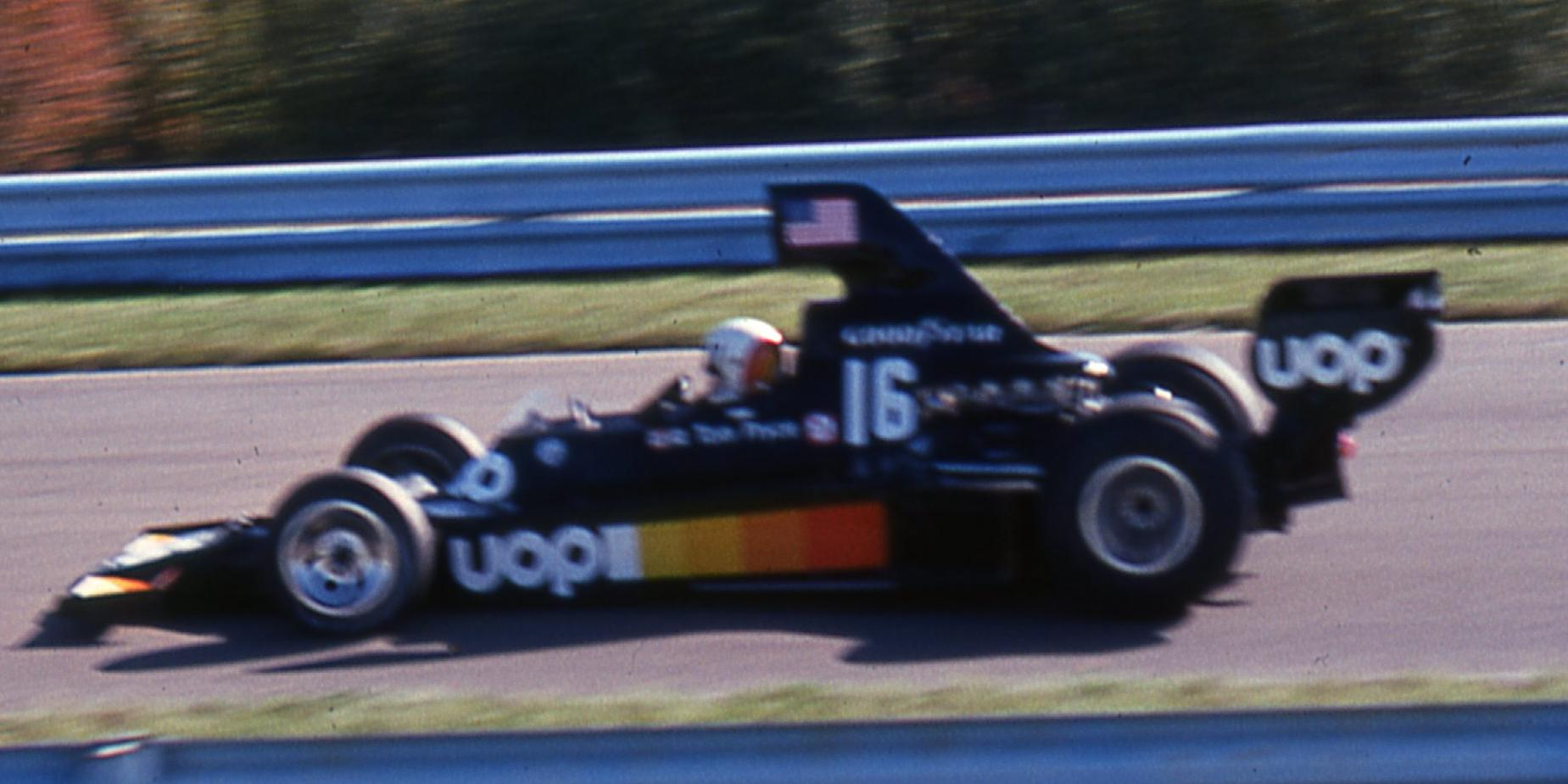
Pryce řídí svůj Shadow při Grand Prix USA 1975.

Na začátku sezóny 1975 byla Pryceova budoucnost předmětem mnoha spekulací. Fámy ho spojovaly s týmem Lotus Colina Chapmana, který sledoval jeho vývoj předchozí dva roky. V té době Lotus zažíval finanční problémy a různé zprávy naznačovaly, že Shadow a Lotus si vymění Pryce se Švédem Ronnie Petersonem. Tento obchod byl považován za výhodný pro oba týmy, jelikož Pryce byl označován za jezdce stejných kvalit jako Peterson a stál by Lotus méně, zatímco Peterson by přitáhl sponzory k poměrně novému týmu Shadow. Tato výměna nicméně nebyla realizována, ačkoliv dle týmového manažera Shadowu byla dohoda velice blízko.
Týmový kolega Jean-Pierre Jarier na začátku sezóny dvakrát překonal Prycea v kvalifikacích a dokonce získal pole position, jelikož měl k dispozici nový vůz Shadow DN5, zatímco Pryce starší DN3. Ve třetím závodě v Jižní Africe dostal i on nový vůz, ale dojel jen devátý. Další závodem byl nemistrovský Závod šampionů konaný v Brands Hatch. Pryce získal první místo na startovním roštu, po slabém startu předjel Petersona a Jacky Ickxe a stahoval osmisekundový náskok vedoucího Jody Schecktera. Po selhání Scheckterova motoru se dostal do vedení a stal se prvním velšským vítězem závodu Formule 1. Svůj talent projevil i v Monaku a Anglii, kdy se kvalifikoval do první řady na startu, v Británii dokonce získal pole position. Také poprvé v kariéře dojel na pódiovém umístění, když skončil třetí v extrémně mokré GP Rakouska a bodoval ještě v dalších čtyřech závodech. Z nich byl nejlépe čtvrtý v GP Německu, ačkoliv se dlouho držel na druhém místě za Carlosem Reutemannem. V posledních kolech na velmi dlouhém Nürburgringu mu ale začalo vytékat palivo, což mu údajně způsobilo „popálení kůže a téměř oslepení kouřem“. Velšan za svůj výkon později dostal cenu Jo Sifferta Rouge et Blanc.
1976

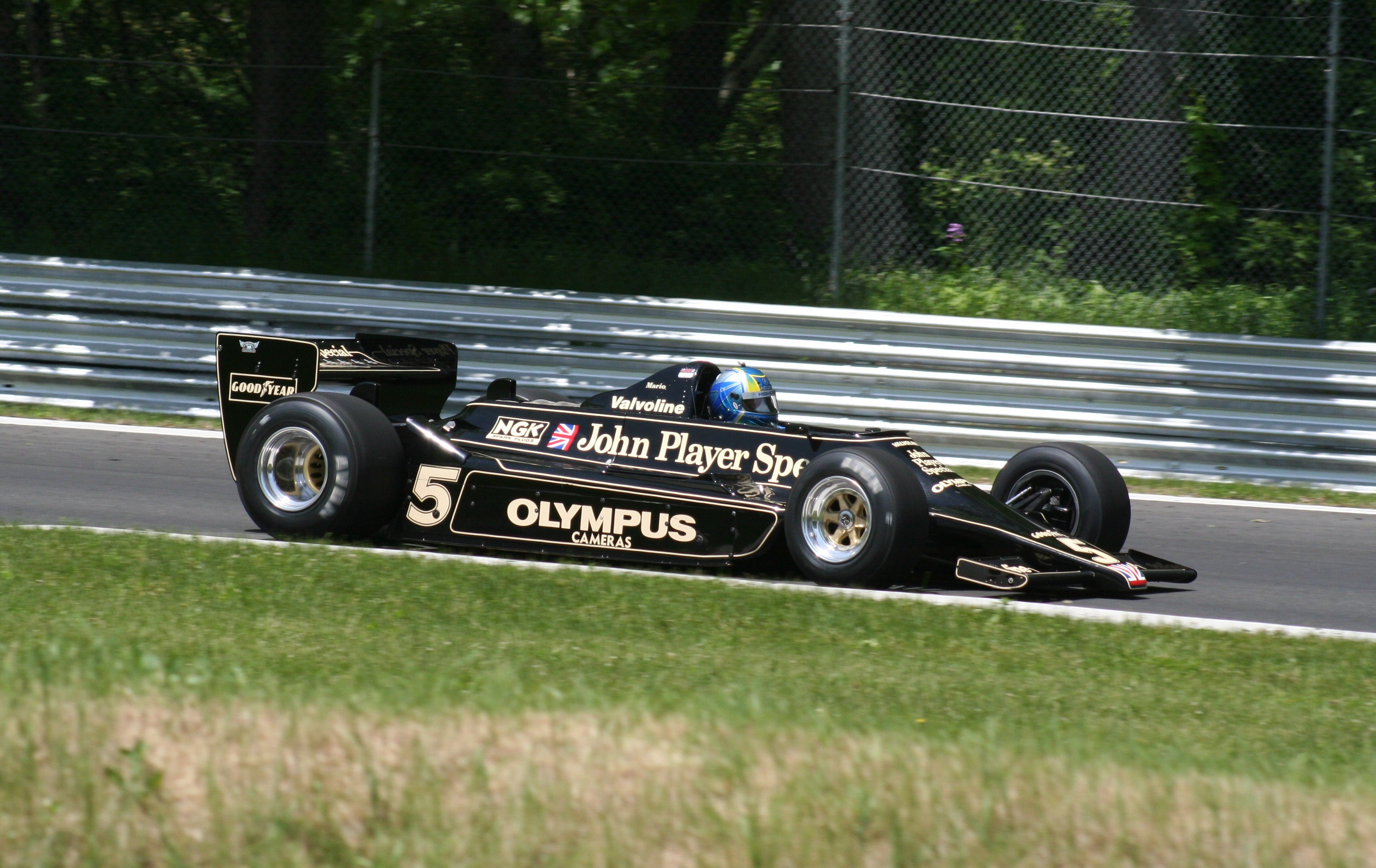
Lotus 79 (na obrázku) řídil Mario Andretti na jeho cestě k titulu roku 1978. Ve své knize The Lost Generation David Tremayne položil otázku, čeho by byl Pryce schopen dosáhnout ve stejném voze, kdyby roku 1975 přešel k Lotusu.

Před začátkem sezóny 1976 se Pryce společně s Davidem Richardsem v Lancii Stratos zúčastnil závodu rallye Tour of Epynt, kde bojovalo mnoho významných rallyových jezdců. Pryce narazil do mostu po pouhých 16 kilometrech první etapy, ale po opravě auta pokračoval v odpoledních etapách.
Hned na začátku sezóny v Brazílii Pryce získal své druhé pódiové umístění, a to na úkor týmového kolegy Jariera, který dostal smyk na oleji z vozu McLaren Jamese Hunta. Oba Shadowy byly poměrně konkurenceschopné i v Jižní Africe a USA. Nicméně změny pravidel, které způsobily snížení airboxů a posunutí zadního křídla více dopředu, společně se změnou pneumatik Goodyear, zapříčinily horší výkon vozu Shadow DN5B, ačkoliv Pryce v Británii dokázal dojet na bodech. Nový Shadow DN8 byl představen až ve dvanáctém závodě v Zandvoortu, kde se Pryce kvalifikoval jako třetí a závod dojel o jednu příčku níže. Získal tak své poslední body v kariéře. Sezónu dokončil celkově na 12. místě s deseti body, 59 bodů za mistrem světa Jamesem Huntem.
1977
Před začátkem sezóny 1977 přešel Jarier z Shadowu do ATS. Nahradil ho Ital Renzo Zorzi, kterého člen manažerského týmu Shadowu Jackie Oliver ohodnotil jako „nejhoršího pilota, kterého jsme kdy měli“. Smlouva se Zorzim avšak přitáhla sponzory z Itálie, což zmírnilo finanční potíže týmu Shadow. V první závodě v Argentině odstartoval Pryce z devátého místa a byl ve vedoucí skupině až do poruchy převodovky v 45. kole z padesáti dvou. Kvůli dlouhé opravě při zastávce v boxech nebyl klasifikován. Do brazilské Velké ceny startoval z 12. pozice, ale ve 34. kole odstoupil z druhého místa pro poruchu motoru.

## Smrt
Tom Pryce začal svůj poslední závodní víkend, Grand Prix Jihoafrické republiky 1977 v Kyalami, zajetím nejlepšího času ve středečním tréninku na mokré vozovce o hodnotě 1 minuty a 31,57 sekund, což bylo o celou sekundu méně než čas budoucího šampiona roku 1977 Nikiho Laudy. Do čtvrteční kvalifikace trať uschla a Pryce se kvůli slabému motoru propadl až na patnácté místo, téměř dvě sekundy za nejrychlejším Huntem.
Velšanův Shadow DN8 předvedl slabý start a na konci prvního kola byl předposlední. Pryce se během následujících kol probíjel polem vzhůru předjetím Bretta Lungera a týmového kolegy Renza Zorziho ve druhém kole a Alexe Ribeira s Boy Hayjem v kole třetím. Do 18. kola se posunul z 22. na 13. místo.

V oblast za zatáčkou The Kink se Pryce střetl s Jansenem Van Vuurenem a v zatáčce Crowthorne se srazili Pryce a Jacques Laffite. Pryce okamžitě zemřel.

V 21. kole Zorzi odstavil svůj vůz nalevo od vozovky, těsně za vrcholem pahorku a mostem přes trať. Ital měl problém s vedením paliva, které bylo pumpováno přímo do motoru, což způsobilo oheň. Zorzi neopustil okamžitě vůz, jelikož měl problémy s kyslíkovou trubicí, která byla odpojená od jeho helmy.
Situace přiměla dva závodní maršály z boxové zídky na opačné straně trati zasáhnout. Prvním maršálem, který přeběhl vozovku, byl pětadvacetiletý automechanik William (Bill). Druhým byl devatenáctiletý Frederik Jansen Van Vuuren (známý jako Jansen Van Vuuren), který nesl 18kilogramový hasicí přístroj. Hlavní boxový maršál George Witt uvedl, že podle pravidel okruhu museli v případě požáru zasáhnout dva maršálové a další dva jako pojistka, kdyby hasicí přístroj nefungoval. Witt také připomněl, že Bill i Van Vuuren vstoupili na trať bez předchozího povolení. První z nich dokázal vozovku přejít, ale Van Vuuren ne. Když oba mladíci začali běžet přes trať, Hans-Joachim Stuck, Pryce, Jacques Laffite a Gunnar Nilsson právě vyjeli z poslední zatáčky a mířili na hlavní rovinku.
Když jsme se dostali na vrchol, náhle jsem zachytil toho maršála běžícího přes trať po mé pravici, jak nese hasicí přístroj. Hodně jsem zariskoval a nevím, jak jsem z toho vyváznul. Neměl jsem žádný čas, reagoval jsem zcela instinktivně.
Hans-Joachim Stuck, The Lost Generation
Pryce byl na hlavní rovince přímo za Stuckovým vozem. Stuck si všiml Van Vuurena a pohnul se doprava, aby se vyhnul oběma maršálům, když dle Tremayna minul Billa o „milimetry“. Z pozice přímo za Stuckem nemohl Pryce Van Vuurena vidět a zareagovat tak rychle. Narazil do mladíka v rychlosti asi 270 km/h. Van Vuuren byl vymrštěn do vzduchu a spadl zhruba metr před Zorziho a Billa. Zemřel při nárazu, když bylo jeho tělo roztrženo Pryceovým vozem. Hasicí přístroj, který nesl, udeřil Pryce do hlavy a poté zasáhl ochranný oblouk Shadowu. Síla nárazu byla taková, že přístroj byl vymrštěn až přes přilehlé tribuny na parkoviště, kde zasáhl zaparkované auto.
Náraz hasicího přístroje vyškubnul Pryceovu helmu vzhůru a jeho hlava byla částečně sťata řemínkem. Smrt byla téměř jistě okamžitá. Jeho Shadow, nyní s mrtvým řidičem, pokračoval ve snížené rychlosti dál po trati k první zatáčce zvané Crowthorne. Vůz po levé straně opustil vozovku, pokračoval podél svodidel a po nárazu do vjezdu pro zásahová vozidla se odrazil zpět na trať. Poté narazil do Ligieru Jacquese Laffita, což poslalo oba vozy přímo do bariér. Van Vuurenova zranění byla natolik závažná, že jeho tělo bylo po závodě identifikováno až poté, co ředitel závodu shromáždil všechny traťové maršály a on mezi nimi nebyl.
Vítězem závodu se stal Rakušan Niki Lauda. Bylo to jeho první vítězství po jeho nehodě při Grand Prix Německa 1976. Nejprve se vyjádřil, že to bylo jeho nejlepší vítězství kariéry, ale když mu byla na pódiu oznámena Pryceova smrt, řekl, že tedy není co slavit.

### Následky

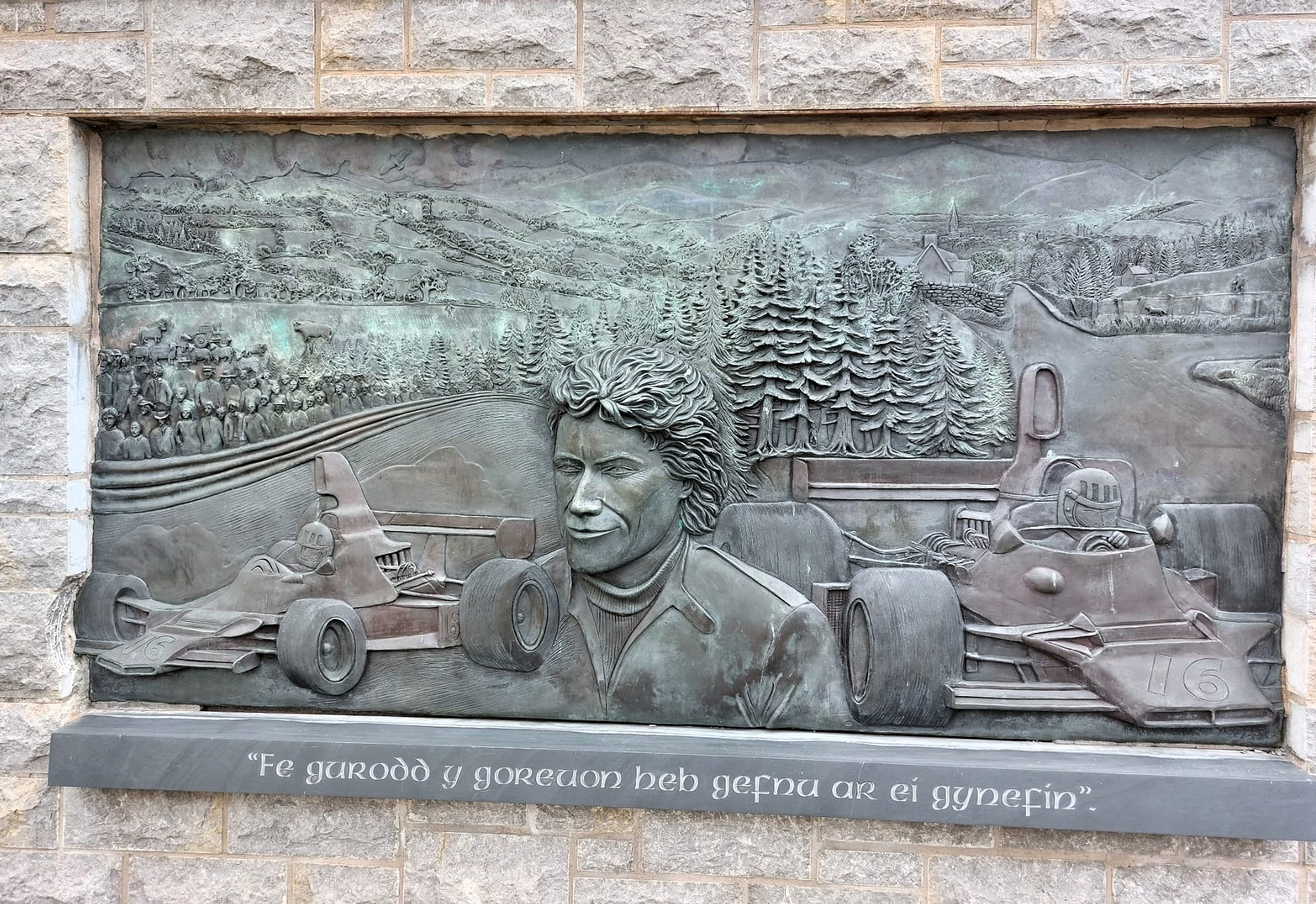
Plaketa v Ruthinu

Pryceova smrt, obzvláště její hrůzná povaha, zapříčinila velký zármutek všech, kteří ho znali, a nejvíce jeho ženy Nelly, rodičů Jacka a Gwyneth a týmu Shadow. Byl pohřben v kostele sv. Bartoloměje v Otfordu, kde se oženil s Nellou.
Svými výkony ve Formuli 1 si získal velký respekt ze strany paddocku F1. David Tremayne po něm pojmenoval svého syna. Byla vytvořena Cena Toma Pryce, známá také jako Trofej Toma Pryce, která je každoročně udělována Velšanům, kteří významně přispěli k rozvoji motorismu či dopravy.
Během přestavby okruhu v Anglesey v severním Walesu byla jedna z rovinek pojmenována Rovinka Toma Pryce. V roce 2006 se také vytvořilo sdružení s cílem vytvořit v Ruthinu památník. Místní umělec byl roku 2008 obecní radou pověřen vytvořit plaketu a v únoru 2009 proběhla aukce vstupenek do paddocku F1, která měla financovat výrobu. Památník byl odhalen 11. června 2009 při příležitosti Pryceových nedožitých 60. narozenin.

## Kompletní výsledky ve Formuli 1
| Legenda k tabulce | Legenda k tabulce                                                                       |
| Barva             | Výsledek                                                                                |
| ----------------- | --------------------------------------------------------------------------------------- |
| Zlatá             | Vítěz                                                                                   |
| Stříbrná          | 2. místo                                                                                |
| Bronzová          | 3. místo                                                                                |
| Zelená            | Bodované umístění                                                                       |
| Modrá             | Nebodované umístění                                                                     |
| Modrá             | Dokončil neklasifikován (NC)                                                            |
| Fialová           | Odstoupil (Ret)                                                                         |
| Červená           | Nekvalifikoval se (DNQ)                                                                 |
| Červená           | Nepředkvalifikoval se (DNPQ)                                                            |
| Černá             | Diskvalifikován (DSQ)                                                                   |
| Bílá              | Nestartoval (DNS)                                                                       |
| Bílá              | Závod zrušen (C)                                                                        |
| Světle modrá      | Pouze trénoval (PO)                                                                     |
| Světle modrá      | Páteční testovací jezdec (TD)                                                           |
| Bez barvy         | Netrénoval (DNP)                                                                        |
| Bez barvy         | Vyřazen (EX)                                                                            |
| Bez barvy         | Nepřijel (DNA)                                                                          |
| Bez barvy         | Odvolal účast (WD)                                                                      |
| Bez barvy         | Nezúčastnil se (prázdné)                                                                |
| Označení          | Význam                                                                                  |
| Tučnost           | Pole position                                                                           |
| Kurzíva           | Nejrychlejší kolo                                                                       |
| †                 | Jezdec nedojel do cíle, ale byl klasifikován, protože odjel více než 90 % délky závodu. |
| ‡                 | Byl udělován poloviční počet bodů, protože bylo odjeto méně než 75 % délky závodu.      |
| Horní index       | Umístění bodujících jezdců ve sprintu                                                   |

| Rok  | Tým                    | Šasi        | Motor       | 1      | 2       | 3       | 4       | 5       | 6     | 7       | 8       | 9       | 10      | 11      | 12      | 13     | 14      | 15      | 16      | 17  | Umístění  | Body |
| ---- | ---------------------- | ----------- | ----------- | ------ | ------- | ------- | ------- | ------- | ----- | ------- | ------- | ------- | ------- | ------- | ------- | ------ | ------- | ------- | ------- | --- | --------- | ---- |
| 1974 | Token Racing           | Token RJ02  | Cosworth V8 | ARG    | BRA     | RSA     | ESP     | BEL Ret | MON   | SWE     |         |         |         |         |         |        |         |         |         |     | 18. místo | 1    |
| 1974 | UOP Shadow Racing Team | Shadow DN3  | Cosworth V8 |        |         |         |         |         |       |         | NED Ret | FRA Ret | GBR 8   | GER 6   | AUT Ret | ITA 10 | CAN Ret | USA NC  |         |     | 18. místo | 1    |
| 1975 | UOP Shadow Racing Team | Shadow DN3  | Cosworth V8 | ARG 12 | BRA Ret |         |         |         |       |         |         |         |         |         |         |        |         |         |         |     | 10. místo | 8    |
| 1975 | UOP Shadow Racing Team | Shadow DN5  | Cosworth V8 |        |         | RSA 9   | ESP Ret | MON Ret | BEL 6 | SWE Ret | NED 6   | FRA Ret | GBR Ret | GER 4   | AUT 3   | ITA 6  | USA NC  |         |         |     | 10. místo | 8    |
| 1976 | Shadow Racing Team     | Shadow DN5B | Cosworth V8 | BRA 3  | RSA 7   | USW Ret | ESP 8   | BEL 10  | MON 7 | SWE 9   | FRA 8   | GBR 4   | GER 8   | AUT Ret |         |        |         |         |         |     | 12. místo | 10   |
| 1976 | Shadow Racing Team     | Shadow DN8  | Cosworth V8 |        |         |         |         |         |       |         |         |         |         |         | NED 4   | ITA 8  | CAN 11  | USA Ret | JPN Ret |     | 12. místo | 10   |
| 1977 | Shadow Racing Team     | Shadow DN8  | Cosworth V8 | ARG NC |         | RSA Ret | USW     | ESP     | MON   | BEL     | SWE     | FRA     | GBR     | GER     | AUT     | NED    | ITA     | USA     | CAN     | JPN | NC        | 0    |
| 1977 | Shadow Racing Team     | Shadow DN5B | Cosworth V8 |        | BRA Ret |         |         |         |       |         |         |         |         |         |         |        |         |         |         |     | NC        | 0    |